# Ӫ
Ӫ, ӫ – litera rozszerzonej cyrylicy wykorzystywana w językach: eweńskim, chantyjskim oraz w północno-zachodnim wariancie maryjskiego. W języku eweńskim oznacza dźwięki [ø] oraz [ʏ], natomiast w chantyjskim i północno-zachodnim maryjskim odpowiada dźwiękom [ɵ] i [ɞ]. Powstała poprzez połączenie litery Ө ze znakiem diakrytycznym dierezą.

## Kodowanie
| Znak                   | Ӫ                                               | Ӫ                                               | ӫ                                             | ӫ                                             |
| ---------------------- | ----------------------------------------------- | ----------------------------------------------- | --------------------------------------------- | --------------------------------------------- |
| Nazwa w Unikodzie      | CYRILLIC CAPITAL LETTER BARRED O WITH DIAERESIS | CYRILLIC CAPITAL LETTER BARRED O WITH DIAERESIS | CYRILLIC SMALL LETTER BARRED O WITH DIAERESIS | CYRILLIC SMALL LETTER BARRED O WITH DIAERESIS |
| Kodowanie              | dziesiątkowo                                    | szesnastkowo                                    | dziesiątkowo                                  | szesnastkowo                                  |
| Unicode                | 1258                                            | U+04EA                                          | 1259                                          | U+04EB                                        |
| UTF-8                  | 211 170                                         | d3 aa                                           | 211 171                                       | d3 ab                                         |
| Odwołania znakowe SGML | &#1258;                                         | &#x04EA;                                        | &#1259;                                       | &#x04EB;                                      |